# Szent Meinrád
Einsiedelni Szent Meinrád OSB (németül: Meinrad von Einsiedeln), (Rottenburg am Neckar, 797 körül – Einsiedeln, 861. január 21.) szentként tisztelt középkori német bencés szerzetes, remete, és vértanú.
Bencés szerzeteseknél nevelkedett Reichenau városában, és maga is belépett a bencések közé. Később a remete-életet választotta, és 26 éven át élt a svájci vadonban. Társasága állítólag mindössze az a két holló volt, amelyeket ő maga nevelt fel. 861-ben a maga építette kis kápolnában kincset remélő rablók rontottak rá, és a mise közben megölték Meinrádot. A két holló azonban a legenda szerint üldözőbe vette a rablókat, és csőrükkel csapkodva emberek közé hajtották őket, ahol kénytelenek voltak beismerni tettüket.
Meinrád sírja fölé – Einsiedelnben – már nem sokkal halála után fényes templom és bencés kolostor épült. A templom kincsei közé tartozik az a Szűz Mária-kép, amelyet még Meinrád kapott a frauenmünsteri apácafőnöktől.